# Silvinei Vasques
Silvinei Vasques (Ivaiporã, Brasil, 1975) es el actual director-general de la Policia Rodoviaria Federal (PRF) de Brasil, desde abril de 2021.
Es licenciado en economía por la Universidad Federal de Santa Catarina y derecho por la Universidad del Vale do Itajaí, administración de empresas por la Universidad Estadual de Santa Catarina y seguridad pública por la Unisul. Se especializó en gestión organizacional en el Centro Universitário de Maringá, obtuvo una Maestría en Administración de Empresas en la Universidad Uniatlántico, en España, y un Doctorado en Derecho en la Universidad Católica de Santa Fe, en Argentina. Además, se especializa en operaciones policiales mayores y ha tomado varios cursos, como Swat School en los Estados Unidos.
Vasques forma parte de la PRF desde 1995, donde ha ejercido varias funciones de mando, como la de superintendente en Santa Catarina, secretario municipal de seguridad pública en São José (bajo la administración de Elias Fernando Melquíades, del Partido Social Liberal), y superintendente en Río de Janeiro. El agente posee enlaces con el PSL de Santa Catarina, y es considerado una importante voz bolsonarista dentro de la PRF. Tiene relaciones directas con figuras como el diputado estatal por Río de Janeiro, Charlles Batista, el senador Flávio Bolsonaro, y con el exgobernador fluminense Wilson Witzel, de quien obtuvo la indicación para integrar el consejo de la Empresa de Obras Públicas del Estado de Río de Janeiro.
Los medios del país apuntaron que el gobierno Bolsonaro (2019-2022) benefició a la PRF en favor del resto de fuerzas de seguridad. Eduardo Aggio, ex director de la organización, fue nombrado como subjefe de Análisis Gubernamental de la Casa Civil. También recibió una inyección económica del gobierno federal para comprar software de rastreo, identificación e intercepción de números de teléfonos móviles, aunque el cuerpo no tenga calificación para realizar este tipo de investigaciones.
Durante su gestión, la PRF se vio inmersa en diversas polémicas, como la masacre de Villa Cruzeiro, la muerte bajo custodia policial de Genivaldo de Jesús, las operaciones policiales en las elecciones generales de 2022 y las manifestaciones posteriores tras la elección de Luiz Inácio Lula da Silva como presidente.

## Procesos administrativos disciplinarios
A finales de los años 90, fue denunciado en el Ministerio Público Federal por participar de un esquema de cobro de sobornos por parte de empresas del servicio de grúa que actuaban en las autopistas catarinenses BR-101 y BR-280. El caso prescribió sin llegar a ser juzgado. Además de los sobornos, que podían llegar hasta el 40% del valor de los servicios, Vasques había amenazado con efectuar un disparo en la cabeza a una de las víctimas si no pagaba.
En el año 2000, el policía agredió a un empleado de una gasolinera que trabajaba en la ciudad de Cristalina, en el estado de Goiás. El hombre se había negado a lavar los coches de un grupo de miembros de la PRF, entre los que se encontraba Silvinei, por considerar que este servicio no formaba parte de sus obligaciones. Vasques agredió entonces al hombre, dándole puñetazos en el abdomen y en la espalda, hasta que unos compañeros de la víctima intervinieron para detenerlo. El hombre presentó una denuncia y tras varios procesos, el policía fue condenado a pagar 71.142,83 R$.
De los 8 procesos disciplinarios abiertos contra Vasques desde su incorporación a la PRF hasta el año 2021, sólo en uno resultó sancionado. La institución decretó la consideración del expediente del director como información clasificada durante un período de 100 años. Las solicitudes para acceder a esta documentación, efectuadas por medios de prensa de acuerdo con la vigente Ley de Acceso a la Información, fueron rechazadas por el ministro Justicia y Seguridad Pública, Anderson Torres.

## Operaciones policiales en las elecciones generales de Brasil de 2022
En 2022, Vasques coordinó operaciones policiales el día del segundo turno de las elecciones generales (30 de octubre), operación que con antecedencia había sido prohibida por el Tribunal Superior Electoral. El director general mantuvo la intervención policial, dirigiendo un comunicado a las superintendencias de la PRF donde rechazaba la decisión del TSE y afirmaba que ésta no suponía impedimento alguno a la operación. La PRF realizó operaciones de control de carreteras, mantenidas de forma desproporcionada en la región nordeste de Brasil respecto al resto del territorio, con el objetivo explícito de detener vehículos de transporte colectivo. La operación había sido planeada el pasado 19 de octubre, en una reunión entre el comité de campaña del presidente Jair Bolsonaro y miembros de fuerzas armadas y policiales, entre ellas la PRF, representada por Vasques.
El mismo día 30, el director general hizo publicaciones en sus redes sociales en apoyo del candidato derrotado Jair Bolsonaro.
El día 9 de noviembre, Silvinei Vasques y el ministro de Justicia Anderson Torres fueron convocados para comparecer en la Cámara de los Diputados a petición del diputado federal Ivan Valente (PSOL-SP), y al día siguiente Silvinei pasó a ser investigado por la Policía Federal a petición del Ministerio Público Federal por su actuación en las elecciones.

## Actuación en las manifestaciones posteriores a las elecciones de 2022
El lunes 31 de octubre, el día después de las elecciones, se organizó en todo el país una serie de manifestaciones y protestas, que reclamaban la anulación de los resultados electorales y la intervención militar en el país. Destacaron los paros provocados por camioneros en carreteras por todo el país –hasta 321 cortes en las primeras 24 horas– que causaron cientos de kilómetros de colas y graves afectaciones en el tráfico y el transporte de mercancías.
El mismo día 31, la PRF publicó una nota en la que afirmaba haber «tomado todas las medidas para volver a la normalidad» y que priorizaría el diálogo para garantizar el derecho a manifestarse. Algunos medios criticaron la aparente inacción de la PRF, dado que el día anterior habían llevado a cabo operaciones consideradas ilegales en todo el país. También se difundieron vídeos donde la policía decía que no haría nada con el bloqueo o que tenían orden de acompañar a las manifestaciones, sin intervenir.
El Supremo Tribunal Federal (STF) ordenó que la PRF desbloqueara de inmediato las carreteras, bajo una pena de 100 mil reales por hora al director general Silvinei Vasques. El juez Alexandre de Moraes emitió el lunes, día 31, una nota en la que instó a la PRF a tomar «todas las medidas necesarias y suficientes» para abrir las carreteras.  El escrito cita la postura desaparecida e inerte» de Vasques. En el oficio se indica la posibilidad de cese del director si éste incumple las instrucciones. Además de instar a la PRF a actuar ante los cortes, el presidente del Tribunal Superior Electoral exigía la colaboración de otros cuerpos de seguridad pública en el desbloqueo de las carreteras. Sin embargo, corrieron vídeos de oficiales de la patrulla federal de carreteras aliándose con los manifestantes y los diarios denunciaron el comportamiento laxo del cuerpo. La cúpula de la PRF afirmó que no había dado ninguna orden de apoyo a la protesta y abriría las pertinentes investigaciones para estudiar los casos de insubordinación. Sin embargo, ningún agente fue apartado del servicio.
El domingo 6 de noviembre Vasques admitió en una carta al STF que había movilizado a más agentes para las operaciones policiales desaprobadas del 30 de octubre (4.341 agentes) que para el cumplimiento de las órdenes de desbloquear las carreteras, el lunes siguiente (2.830 agentes).

## Acción contra la Wikipedia
El 13 de noviembre de 2022, la Directoría de Inteligencia de la PRF envió un oficio a la enciclopedia libre Wikipedia pidiendo la exclusión de la página sobre Silvinei Vasques y la identificación de los responsables por la edición por «evaluación de eventuales medidas a ser adoptadas». El documento afirma que hubo "exposición indebida" de la PRF y de su "máximo dirigente".